# Destination America
Destination America é um canal de televisão paga norte-americano de propriedade da Warner Bros. Discovery
O canal foi lançado em 1996 com o nome Discovery Travel & Living Network, como parte de um conjunto de quatro canais a cabo digitais que a empresa lançou naquele ano. Desde o seu lançamento até 2008, o canal se concentrou principalmente em programas temáticos de reforma da casa, culinária e lazer. Em 2008, o canal foi relançado como Planet Green, que tinha como foco o ambientalismo e a vida sustentável. A Discovery gastou US$50 milhões no desenvolvimento de programação para o canal. O Planet Green acabou sendo considerado um fracasso, e em 2010, a rede começou a adicionar programação não relacionada à ecologia.
Em maio de 2012, o canal foi relançado como Destination America, que originalmente apresentava programação focada na cultura americana, incluindo programas relacionados a comida, estilo de vida e viagens. De 2016 a 2018, o canal mudou a programação para conteúdos relacionados a investigações paranormais.
Em fevereiro de 2015, aproximadamente 57.238.000 lares americanos (49,2% dos lares com televisão) recebiam o Destination America.